# 东安庄乡
东安庄乡，是中华人民共和国河北省衡水市深州市下辖的一个乡镇级行政单位。

## 行政区划
东安庄乡下辖以下地区：
北景萌村、西景萌村、西庄村、大魏村、槐家洼村、石槽魏村、东阳台村、小魏村、枣科村、西阳台村、东安庄一村、东安庄二村、徐家佐村、白家庄村、西安庄一村、西安庄二村、西安庄三村、西安庄四村、西安庄五村、清辉头村、大寺庄村、小寺庄村、吴家庄村、柳家庄村、西辛庄村、小康庄村和西康庄村。